# Френк Харпер
Френк Харпер  (енгл. Frank Harper; Лондон, 12. децембар 1962) је британски глумац, продуцент, и редитељ.

## Каријера
У својој каријери најпознатији је по улогама грубијана. Његова најпознатија улога је она у филму Две чађаве двоцевке где игра немилосрдног шефа банде Дога. Што се тиче осталих филмова веће улоге одиграо је као Руни Смалс у филму У име оца , Били Брајт у филму Хулиганска страст и Лени у филму Ово је Енглеска. Режирао је свој први филм 2012. године. Његов отац је бивши професионални фудбалер Дејв Харпер, сам Френк је велики љубитељ фудбала и навијач Милвола.

## Изабрана филмографија
| Улоге Френка Харпера |                               |               |              |                |
| Година               | Српски назив                  | Изворни назив | Улога        | Напомена       |
| 1988.                | За краљицу и државу           |               | Мики         | Мартин Стелман |
| 1993.                | У име оца                     |               | Руни Смалс   | Џим Шеридан    |
| 1997.                | 24 7: Двадесет и четири седам |               | Руни Марш    | Шејн Медоуз    |
| 1998.                | Две чађаве двоцевке           |               | Дог          | Гај Ричи       |
| 1999.                |                               |               | Џои Брас     | Шејн Медоуз    |
| 2001.                | Збогом Чарли Брајт            |               | Томијев отац | Ник Лав        |
| 2004.                | Хулиганска страст             |               | Били Брајт   | Ник Лав        |
| 2006.                | Ово је Енглеска               |               | Лени         | Шејн Медоуз    |
| 2012.                | Дан светог Џорџа              |               | Мики Манок   | Он             |